# Gunn-Rita Dahleová Flesjåová
Gunn-Rita Dahleová Flesjåová (* 10. února 1973, Stavanger, Norsko) je norská cyklistka. Během své závodní kariéry získala 18 zlatých medailí – jednu má z olympijských her v Athénách v roce 2004, další z mistrovství světa i mistrovství Evropy.
Vystudovala žurnalistiku. Je vdaná, má jednoho syna.